# Mary Fowkes
Mary Elizabeth Fowkes (Clayton,  Nueva York 1 de noviembre de 1954- Katonah, 15 de noviembre de 2020) fue una médica y neuropatóloga estadounidense. Es conocida por sus primeras autopsias de víctimas de COVID-19 que contribuyeron significativamente a la identificación de los efectos a largo plazo del nuevo coronavirus. Sus hallazgos de que las víctimas habían sufrido múltiples fallos en los órganos dieron lugar a la recomendación del uso de anticoagulantes como parte del proceso de tratamiento.

## Biografía
Mary Fowkes nació en Clayton, Nueva York en 1954, hija de Isabel y Glen Fowkes. Su madre era una trabajadora social y su padre un agente de seguros. Creció en Siracusa (Nueva York), recibió su licenciatura en el Colegio de Ciencias Ambientales y Forestales de la Universidad Estatal de Nueva York en Siracusa y obtuvo su doctorado en la Upstate Medical University de la misma universidad.
Completó su residencia en el Beth Israel Deaconess Medical Center en Boston, siguió con una beca de investigación en neuropatología en la Escuela de Medicina de la Universidad de Nueva York y una beca de investigación en patología forense en la oficina del examinador médico jefe de la ciudad de Nueva York. Se unió a la Escuela Icahn de Medicina en Monte Sinaí en Manhattan como profesora adjunta de patología y donde llegó a ser directora de neuropatología.
Fowkes falleció el 15 de noviembre de 2020, de un ataque al corazón en su casa de Katonah, Nueva York, a los 66 años.

## Investigación
Fowkes y su equipo de la Escuela de Medicina Icahn del Hospital Monte Sinaí estudiaron a las víctimas del COVID-19, cuando se sabía poco sobre el virus y sus impactos. Basándose en los hallazgos iniciales, se consideró que el impacto de la enfermedad era principalmente respiratorio, es decir, se limitaba a los pulmones. Sin embargo, cuando Fowkes y su equipo realizaron autopsias a los pacientes, encontraron que el virus había afectado no sólo a los pulmones sino también a otros órganos vitales, lo que les llevó a considerar que el virus, probablemente, había afectado a las células endoteliales de los vasos sanguíneos. El equipo encontró que los pacientes tenían coágulos sanguíneos microscópicos en algunos órganos, incluyendo los pulmones y el corazón, pero tenían coágulos significativos en el cerebro, lo que indicaba que los pacientes habían sufrido derrames cerebrales. Estas observaciones las encontraron en un grupo diverso de víctimas que iban desde víctimas jóvenes, que típicamente no son un grupo de edad objetivo para los derrames cerebrales, hasta víctimas de mayor edad.
Los hallazgos de las autopsias realizadas por Fowkes y su equipo condujeron a un mayor uso de anticoagulantes como parte del proceso de tratamiento, lo que se tradujo en una mejora de las respuestas en muchos pacientes. El trabajo de Fowkes, así como el de sus colegas, ayudó a reforzar la importancia de las autopsias para comprender el impacto del virus COVID-19.  Para ello debieron asumir el riesgo que suponían las autopsias en pacientes fallecidos por COVID-19. En una conversación con el Servicio Mundial de la BBC, Fowkes reforzó la importancia de realizar estas autopsias a pesar de los riesgos que representaban para los médicos cirujanos.